# Eddie Charlton
Eddie Charlton (ur. 31 października 1929 w Merewether, Nowa Południowa Walia, Australia, zm. 7 listopada 2004 w Palmerston North, Nowa Zelandia) – snookerzysta australijski, osiągający również dobre wyniki w bilardzie.
Nie wygrał w karierze turnieju rankingowego, jednak był znany z równej dyspozycji; pierwszy Australijczyk w czołówce światowej bilardu i snookera od czasu Waltera i Horace Lindrumów.
Charlton, z zawodu górnik, pochodził ze sportowej rodziny (także jego brat Jim zajmował się snookerem, ale bez większych sukcesów); miał dobre wyniki w surfingu, boksie, krykiecie i futbolu. W 1956 należał do sztafety niosącej ogień olimpijski.
W wieku 34 lat został profesjonalnym snookerzystą (1963). W 1964 sięgnął po raz pierwszy po tytuł zawodowego mistrza Australii i utrzymywał go przez 20 lat; jedyny raz przegrał w 1968 z Warrenem Simpsonem. W 1968 po raz pierwszy walczył o snookerowe mistrzostwo świata; przegrał jako pretendent z Johnem Pulmanem 34:39.
Nie brał udziału w pierwszych edycjach reaktywowanych mistrzostw świata w formule turniejowej; w listopadzie 1970 na mistrzostwach w Melbourne był zaliczany do czołówki faworytów, przegrał jednak ponownie z rodakiem Simpsonem. W 1972 ponownie został zatrzymany w półfinale, tym razem przez Johna Spencera; w 1973 doszedł do finału, lepszy jednak okazał się mistrz lat 70., Ray Reardon (38:32).
Najbliżej tytułu mistrza świata Charlton był w 1975; przegrał ponownie z Reardonem, tym razem jednak dopiero w decydującym frame'ie 30:31. W 1976 po raz kolejny przegrał w półfinale; w t.r. zdobył tytuł mistrza świata w formule matchplay'owej, w finale biorąc rewanż na Reardonie 31:24. Była to ostatnia edycja mistrzostw w tej formule.
Jeszcze czterokrotnie zaliczał półfinały mistrzostw świata, ostatni raz w 1982. W latach 1976–1981 figurował jako nr 3 na światowej liście rankingowej, pozostawał w czołowej szesnastce do 1986; zakończył karierę w 1995.
W bilardzie zawodowym również trzykrotnie walczył o mistrzostwo świata; także nie zdobył tytułu, przegrywając jako pretendent z Rexem Williamsem w 1974 i 1976 oraz w finale z Markiem Wildmanem w 1984.
Od lat 90. zaliczył kilka występów w turniejach weteranów; w 1996 Charlton, dawny wieloletni kapitan reprezentacji Australii w Pucharze Świata, nie przyjął proponowanego mu udziału w rozgrywanych ponownie zawodach drużynowych. Był współzałożycielem Australijskiego Stowarzyszenia Graczy Zawodowych.